# Конюхи (Молодечненський район)
Конюхи (біл. вёска Канюхі) — село в складі Молодечненського району Мінської області, Білорусь. Село підпорядковане Полочанській сільській раді, розташоване в західній частині області.